# عبد الرشيد محي الدين
عبد الرشيد محي الدين محمد كالموي (بالصومالية: Cabdirashiid Muxiyadiin Kaalmooy) ، منشد صومالي ومستشار وزير الإعلام والثقافة والسياحة في الحكومة الفيدرالية الصومالية، من مواليد مقديشو، الصومال في 28 يونيو 1988م.
عمل والده محي الدين كالموي، أستاذًا في الجامعة الوطنية الصومالية، وعضوًا في البرلمان الصومالي قبل عام 1990، كما عمل مدرسًا للغة العربية في اليمن خلال الفترة من 1991 حتى 2006، ثم سفيرا للصومال لدى ليبيا من عام 2016 حتى وفاته في 2022.
عاش عبد الرشيد جزءًا من طفولته في الصومال، ثم انتقل مع أسرته إلى اليمن في 1994 بسبب الأوضاع الأمنية. أنهى دراسته الابتدائية والإعدادية والثانوية في صنعاء.

## بداياته الفنية
بدأ اهتمامه بالفن الإنشادي منذ سن الرابعة عشرة، حيث شارك في فعاليات مدرسية ودينية، ثم انضم إلى فرقة القدس الفنية في صنعاء عام 2002،
في عام 2007 مثّل الصومال في برنامج منشد الشارقة في موسمه الثاني ضمن 15 منشدا. في عام 2007 التحق بـ رابطة الفن الإسلامي على يد المنشد محمد أبو راتب.، في عام 2008 أسّس فرقة "منتدى التعاون" في صنعاء، وتولى تدريب وإدارة المنشدين فيها، وشارك في العديد من الحفلات والمهرجانات في اليمن مع فرق مختلفة، في عام 2007 صوّر مجموعة من الأناشيد مع تلفزيون يونيفرسل الصومالي،، وشارك في تدريب عدد من المنشدين والأئمة في علم المقامات والأداء الصوتي، كما لحن أناشيد لعدد من المنشدين في العالم العربي، وقدم دورات تدريبية في علم المقامات لما يزيد عن 15 منشدًا و25 مرتلًا للقرآن الكريم.

## التعليم والخبرات
- أنهى المرحلة الثانوية في صنعاء – اليمن.
- تخرج من مدرسة التوحيد لتحفيظ القرآن الكريم.
- التحق بعدة دورات في اللغة الإنجليزية (2005–2006).
- حضر دورات في العلوم الشرعية مثل الفقه والسيرة والحديث.
- تلقى تدريبًا صوتيًا في الشارقة على يد المدرب وسيم فارس.
- مارس رياضات قتالية مثل التكواندو والكيوكوشنكاي ضمن أندية رياضية في اليمن.
- تعلم صناعة الحلويات وعمل بها لمدة سنتين (2005–2007).
- يتقن استخدام برامج هندسة الصوت والمكساج والتوزيع.
- تولى إدارة فرقة "منتدى التعاون الفنية" في اليمن لعدة سنوات.[1]
- نال شهادة البكالوريوس في العلاقات الدولية والديبلوماسية من جامعة ميلتون بريدج[5]
- حصل على دبلوم في هندسة الصوت من البيت اليمني للموسيقى والفنون[5]

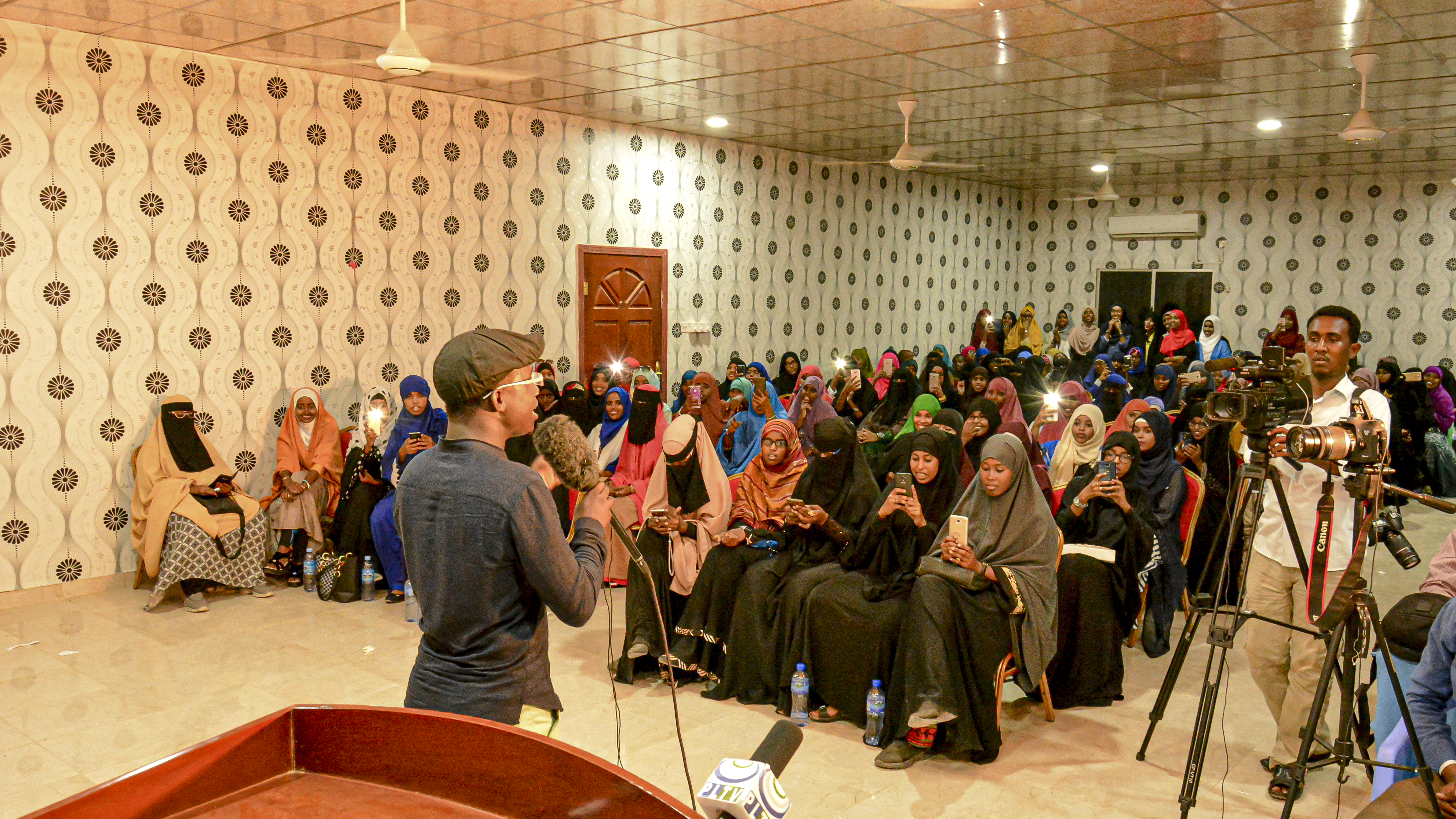
عبد الرشيد محي الدين في حفل إنشادي في مدينة بوصاصو 2017 خلال جولة له في بعض مناطق الصومال

## أعماله الفنية
أصدر عبد الرشيد محي الدين ألبومات وأغاني منفردة عديدة منها:
- صومالي وأفتخر[4]
- بلد الكرامة[11]
- صومال يا أرض الكرام
- مقديشو سلام
- هويو (أمي)

## جوائز
- كُرم عبد الرشيد محي الدين في المهرجان العربي للإذاعة والتلفزيون المقام في تونس في الفترة ما بين 23-26 يونيو 2025 ضمن عدد من الفنانين من مختلف الدول العربية.[5][12][13]

## روابط خارجية
- قناته على اليوتيوب